# ジョン・ヤーネット
ジョン・ヤーネット（John Yurnet、1987年6月20日 - ）は、プエルトリコのプロレスラー。オルミグエロス出身。
ヘスース・デ・レオン（Jesus De Leon）、Mr.450のリングネームでFIPやRPWで活動している事で知られる。
弟のモーガン・ヤーネットもプロレスラーである。

## 来歴
2004年、プエルトリコのインディー団体であるXWE（Xtreme Wrestling Entertainment）にてハメット（Hammett）のリングネームでプロレスラーデビューを果たす。
2005年、ビクター・キニョネスが主宰するIWA、カルロス・コロンが主宰するWWC（World Wrestling Council）に参戦。11月5日、WWC 32nd Aniversario 2005にてクリス・ジョエルと対戦して勝利した。
2006年5月6日、IWAにてIWAジュニアヘビー級王座を保持するブリッツに挑戦して勝利し、ベルトを奪取。9月9日、WWCにてWWC世界ジュニアヘビー級王座を保持するブレント・デイルに勝利。ベルトを奪取した。11月23日、WWC Crossfire 2006にてWWC世界ジュニアヘビー級王座争奪バトルロイヤルを行い優勝し、2度目の王座を戴冠。
2008年、活動の拠点をアメリカへと移動。12月20日、イリノイ州を拠点とするAAW（AAW: Professional Wrestling Redefined）のOne Twisted Christmas 2008に参戦。女子レスラーのジュリエットと組んでハンター・マシューズ & ナイト・ワグナーと対戦するが敗戦した。
2009年、ウィスコンシン州を拠点とするNWA加盟団体のBCW（Brew City Wrestling）、メイン州を拠点とするNWA on Fire、イリノイ州を拠点とするDREAMWAVE、IWA Mid-Southといったアメリカ中西部の団体に参戦。
2010年2月19日、イリノイ州のNWA Lucha Chicago旗揚げ戦にてスティーブ・ボスと初代NWA Lucha Chicagoヘビー級王者決定戦を行い勝利。初代王者となった。
2011年4月9日、DREAMWAVE Anniversary IIにてDREAMWAVEオルタネイティブ王座を保持するメイソン・バック、ダン・ローレンスとトリプルスレットマッチ形式による王座戦を行い勝利し、ベルトを奪取。
2012年2月17日、ビリー・コーガンがイリノイ州にて主宰するRPW（Resistance Pro Wrestling）のVicious CircleにMr. 450のリングネームで参戦。マット・クロス、リコシェと3wayマッチを行うが敗戦した。8月31日、フロリダ州を拠点とするNWA加盟団体のFUW（Florida Underground Wrestling）のCowhead Show Bash 2012にヘスース・デ・レオン（Jesus De Leon）のリングネームで参戦。FUWフラッシュ王座を保持するリンセ・ドラドに挑戦するがベルトを奪取するに至らなかった。
2013年4月21日、プエルトリコのサンフアンにて旗揚げした団体であるWWL（World Wrestling League）のIdols of Wrestlingに参戦。初代WWL世界ヘビー級王者決定バトルロイヤルに出場するがベルトを奪取するに至らなかった。8月9日、フロリダ州を拠点とするFIP（Full Impact Pro）のHeatstroke 2013に参戦。マネージャーにサーソ・リベラを従えてケネス・キャメロンと対戦し、最後に450°スプラッシュを決めて勝利した。
10月、初来日を果たし全日本プロレスのAnniversary Tour 2013にMr.450名義で参戦。同月14日、佐藤光留と組んで井上雅央 & 金丸義信と対戦して最後に井上に450°スプラッシュを決めて勝利した。同月26日、全日本プロレス参戦中でありながらアントニオ猪木が主宰するIGFのGENOME 29に出場。ケンドー・カシンと対戦するが雪崩式飛びつき腕ひしぎ逆十字固めを極められ敗戦した。
2014年1月、再来日を果たす。同月26日、ZERO1にてゴキブリマスクと対戦して最後に450°スプラッシュを決めて勝利。2月18日、ミスター雁之助プロデュース鬼神道リターンズ15に参戦。DDTプロレスリング所属のヤス・ウラノと対戦するが敗戦。3月、ザ・グレート・サスケが主宰するみちのくプロレスに参戦。同月21日に第18代東北ジュニアヘビー級選手権王者決定トーナメントに出場し、1回戦で卍丸と対戦してわずか2分で敗戦した。9月26日、フロリダ州を拠点とするNWA加盟団体であるSPW（Signature Pro Wrestling）のSignature Pro Underground Shines 3に参戦。FUWフラッシュ王座を保持するリッチ・スワン、リンセ・ドラドとトリプルスレットマッチ形式による王座戦を行い勝利し、ベルトを奪取した。12月18日、WWE・NXTに出場。ブル・デンプシーと対戦するがジョバーとしての役回りでありダイビング・ヘッドバットを決められあえなく敗戦した。
2015年2月15日、TNAのワンナイトオンリーであるXTravaganza 2015に本名であるジョン・ヤーネット（John Yurnet）名義で参戦。アルティメットXの出場を賭けた予選でマニックと対戦するが敗戦した。同月21日、WWL Rebelion En El Sur 2015にてWWLアメリカス王座を保持するBJに挑戦。最後に450°スプラッシュを決めて勝利してベルトを奪取するが試合後に急遽ジョー・ブラボとの王座戦を組まれ敗戦。1日の天下に終わった。8月1日、WWCにてWWCユニバーサルヘビー級王座を保持するチカーノにウェポンズケージマッチで挑戦して勝利し、ベルトを奪取した。同月19日、WWE・NXTにてジェシー・ソーレンセン & アーロン・ソロ & フロリダを拠点にする地元レスラーと組んでコリン・キャサディ & エンツォ・アモーレ & ハイプ・ブロズ（モジョ・ローリー & ザック・ライダー）と対戦。圧倒されるメンバーの中で唯一アモーレにサッカーボールキックを決めるアピールを見せた。

## 得意技

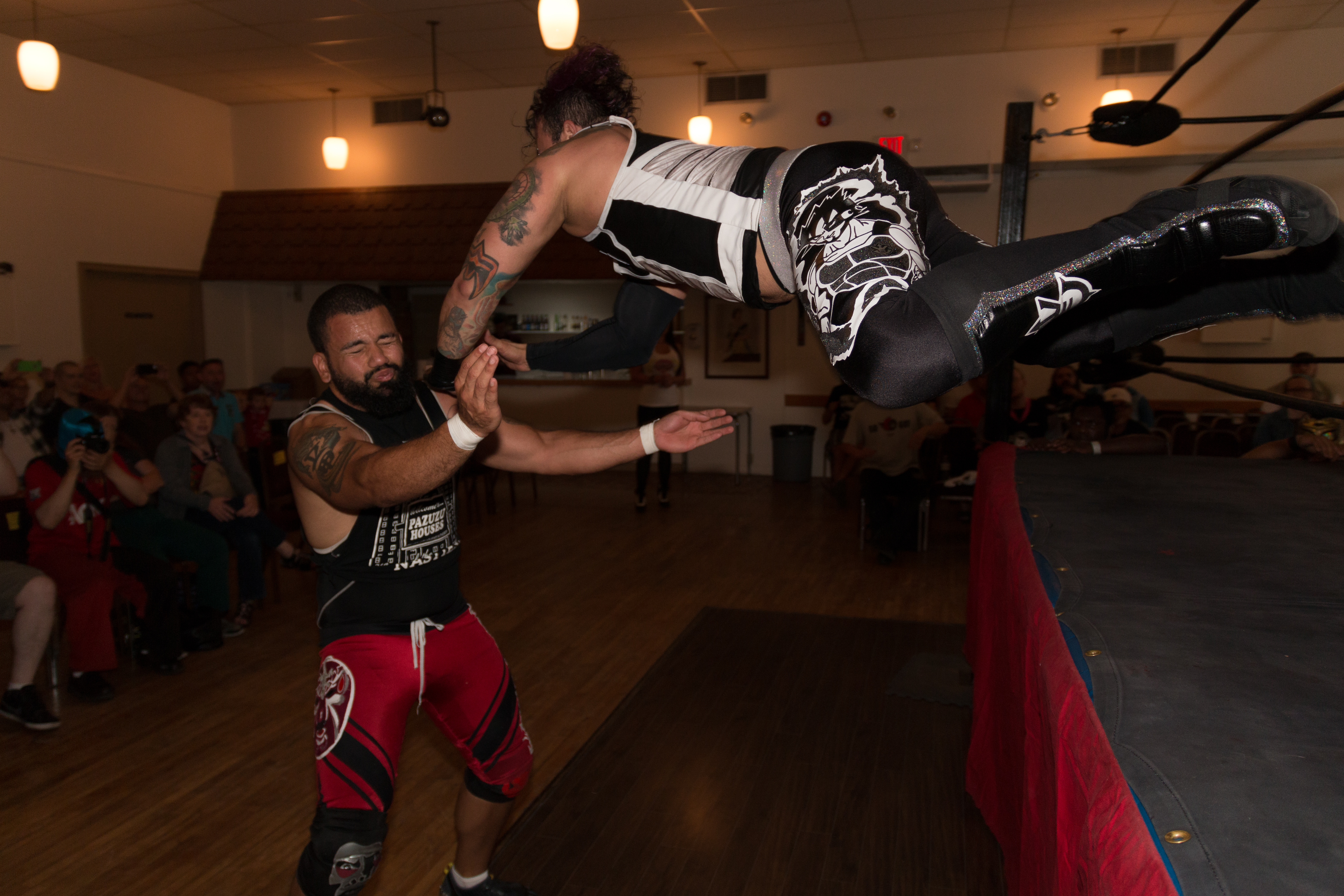
スーサイドダイブ

### フィニッシュ・ホールド

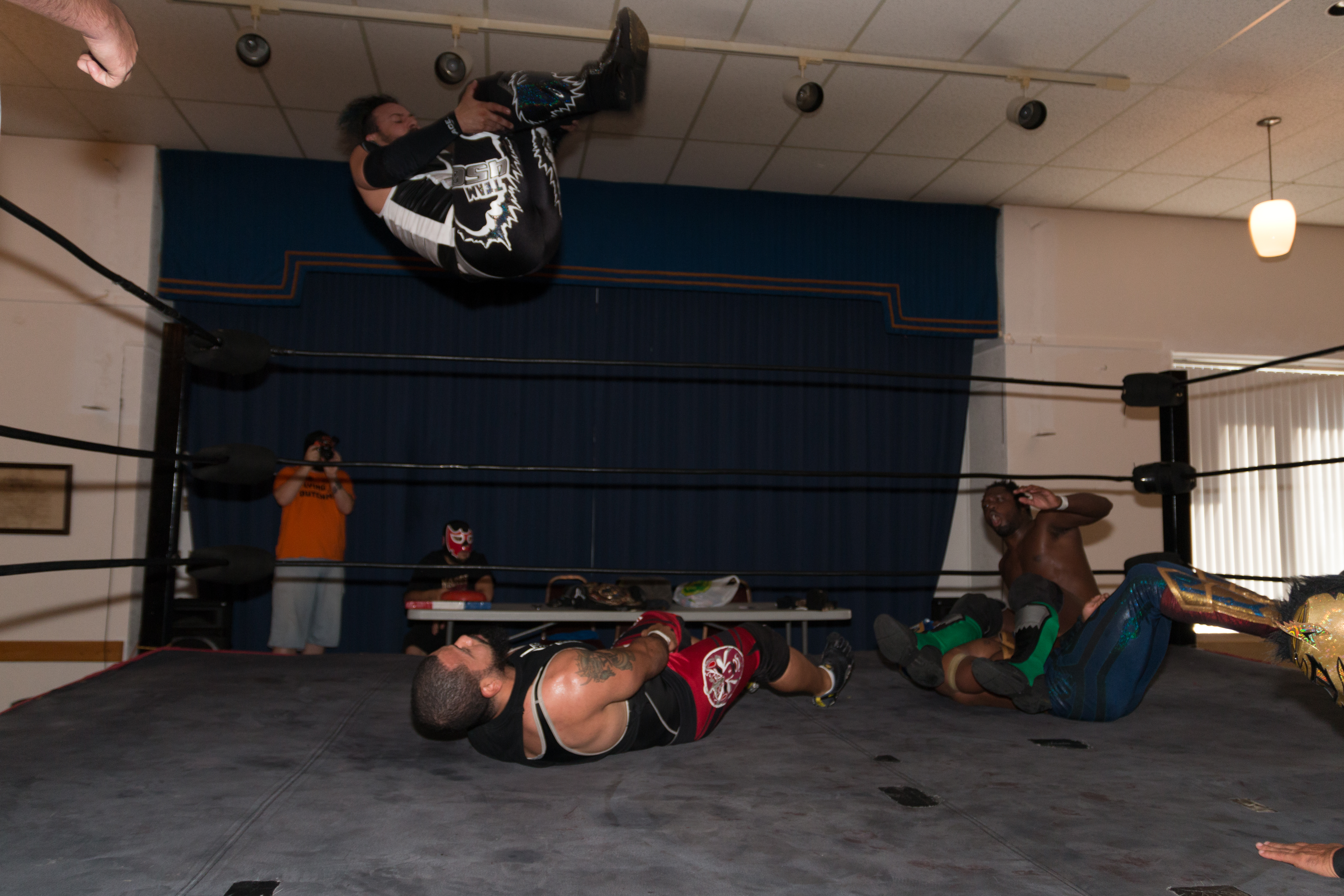
450°スプラッシュ
現在のフィニッシャー。

### 投げ技
ファイナルフラッシュ
リフティング・DDT (プロレス技)#ダブルアーム・DDTダブル・アンダーフックDDT
サイヤンドライバー
ゴッチスタイル・パイルドライバー。
トルネードDDT
スプリングボードトルネードDDT
ロープに駆け上り、もしくはジャンプして反動を利用したトルネードDDT。

### 飛び技
スーサイドダイブ

## 獲得タイトル
WWC
- WWCユニバーサルヘビー級王座 : 1回
- WWC世界ジュニアヘビー級王座 : 2回
- WWC TV王座 : 1回

IWA
- IWAジュニアヘビー級王座 : 1回

WWL
- WWLアメリカス王座 : 1回

他、アメリカのインディー団体を中心に多数のタイトルを獲得。